# Een wonderkind of een total loss (novellebundel)
Een wonderkind of een total loss is een autobiografische novellebundel van de Nederlandse schrijver Willem Frederik Hermans, gepubliceerd in november 1967. Onder de vier verhalen bevinden zich twee zogeheten Richard Simmillion-verhalen. Drie van de vier verhalen waren in 1962-1963 in tijdschriften voorgepubliceerd, één fragment was al in 1954 verschenen.

## Inhoud
De bundel telt vier novellen:

### 'De elektriseermachine van Wimshurst'
Als zeven jaar oude, leergierige schooljongen weet Richard Simmillion beter dan de andere leerlingen hoe een schooltuin moet worden behandeld, maar de andere leerlingen accepteren zijn waarheid niet. Ook de onderwijzer trekt geen partij voor hem. Enkele jaren later vat Richard een fascinatie op voor uitvindingen en techniek, met name voor de elektriseermachine van Wimshurst, waarvan de school er eentje heeft. Hiermee geeft hij als elfjarige een geslaagde demonstratie voor de klas, tot het hoofd van de school probeert er een gloeilamp mee te laten branden.

## Publicatiegeschiedenis
Drie van de vier verhalen werden geheel of gedeeltelijk voorgepubliceerd in versies die sterk afwijken van de uiteindelijke boekversies.
In november 1954 verscheen het eerste hoofdstuk van 'Het grote medelijden' in de Schrijversalmanak voor het jaar 1955, onder de titel 'Iemand moeten ontmoeten', met de aanduiding dat het deel zou uitmaken van 'een bundel reismémoires'.
Een fragment uit 'Hundertwasser, honderdvijf en meer' verscheen in januari 1962 in jaargang 16 van het tijdschrift Podium. 'Een wonderkind of een total loss' verscheen in november-december 1963 in jaargang 18 van Podium, onder de titel 'Het wonderkind of een total loss'.
In latere drukken van het boek bleef de auteur correcties aanbrengen, die niet ingrijpend zijn.

### Drukgeschiedenis
De eerste druk (JS 265) verscheen in november 1967 met een omslag van Leendert Stofbergen en in een oplage van 16.377.

## Verteltechniek
Alle vier de verhalen kennen een ik-verteller die in de tegenwoordige tijd vertelt. Maar alleen in 'Hundertwasser, vijfhonderd en meer' en 'Het grote medelijden' valt het moment van vertellen samen met het moment van beleven, in de andere twee verhalen blikt de verteller overwegend terug. Behalve in het titelverhaal vertonen de ik-vertellers een neiging tot bespiegeling en onderbreken hun relaas voor uitweidingen van levensbeschouwelijke aard.

## Structuur
Het eerste en het laatste verhaal kennen een ik-verteller die schrijver is en Richard Simmillion heet. Daarin ligt een uitnodiging besloten om deze verhalen in relatie tot elkaar te beschouwen die in de middelste verhalen ontbreekt.

## Thematiek
Het thema van de Simmillion-verhalen is volgens literatuuronderzoeker G.F.H. Raat: 'de existentiële grondslag van het schrijverschap.' Voor Simmillion is de literatuur het middel om zijn eigen wereldbeeld relevantie te verlenen. Maar deze methode levert uiteindelijk geen bevrediging op, daarvoor waren zijn verwachtingen te hoog gesteld. In deze context moet ook het oordeel worden begrepen dat Richard in 'Het grote medelijden' over de essayist Otto Verbeek formuleert. Deze in zijn ogen mislukte schrijver dient als afschrikwekkend voorbeeld voor hemzelf.
Niet de eigen inspanningen bepalen het verschil tussen slagen of mislukken, want de mens beschikt over onvoldoende inzicht in de wereld om doeltreffend te handelen.

## Titelverklaring
De titel van de bundel laat zich op alle verhalen betrekken, en wel op meerdere manieren. Richard beschouwt zichzelf als een wonderkind, maar zijn omgeving doet hem af als een total loss. Op zijn beurt beschouwt Richard zijn zwagers als leeghoofden, terwijl zij doorgaan voor wonderkinderen.
In het titelverhaal geldt de tegenstelling in de titel Roderik en Sofie. Maar Roderik is niet alleen een wonderkind: door zijn eigen gedrag eindigt hij als total loss. Op die manier betekent het woord 'of' uit de titel niet alleen een scheiding, maar ook een gelijkstelling: de grens tussen slagen en mislukken is dun.

## Schrijfstijl
De schrijfstijl in deze verhalen kenmerkt zich door een uitgekiend gebruik van witregels, waardoor bepaalde uitspraken nadruk krijgen. Ook herhaling sorteert dit effect.

## Plaats in het oeuvre
De novellebundel vertoont opvallende overeenkomst in verteltechniek met de bijna twee jaar eerder verschenen roman Nooit meer slapen: de vertelwijze met steeds een eerste persoon in de onvoltooid tegenwoordige tijd, het gebruik van witregels en de essayistische uitweidingen. Het is voor het eerst dat in het oeuvre van Hermans het schrijverschap een thema vormt.
De genoemde vertelwijze kwam tot de jaren zestig niet voor in het werk van Hermans, maar in dat decennium intrigeert deze techniek de auteur. 'Het grote medelijden' is het eerste gepubliceerde proza waarin de auteur deze verteltechniek hanteert. In dezelfde periode verscheen een fragment van de novelle 'Hundertwasser, honderdvijf en meer', dat dezelfde vertelwijze kent. In september 1962 begon de auteur aan Nooit meer slapen. De andere twee novellen staan eveneens in de eerste persoon praesens, zij het in het praesens historicum: de verteller vertelt achteraf, maar laat zich zo meeslepen dat hij zich in de tegenwoordige tijd uitdrukt. De novellebundel is samen met Nooit meer slapen het enige verhalende proza van Hermans in dit decennium is.

## Receptie
De ontvangst van de novellebundel in de kritiek was overwegend positief, waarbij de meeste lof uitging naar het openingsverhaal. Enkele criticis hadden moeite met de steeds volgehouden ik-vertelwijze. Het minst waren de critici te spreken over 'Het grote medelijden', mede vanwege de postume aanval op Menno ter Braak, die duidelijk bedoeld is met de figuur Otto Verbeek, die nogal onkies werd gevonden.